# Schaller Electronic GmbH
Schaller Electronic GmbH — компанія, більше відома під назвою Schaller (Шаллер). Виробляє високоякісні звукознімачі та фурнітуру для музичних інструментів. Зокрема провідні бренди, такі як Fender, Gibson, Paul Reed Smith, Rickenbacker, MusicMan активно використовують продукцію Schaller для виробництва електро-гітар.